# دانشگاه کلود برنارد لیون ۱
دانشگاه کلود برنارد لیون ۱ (به فرانسوی: Université Claude-Bernard Lyon 1) یکی از سه دانشگاه دولتی لیون فرانسه است. نام این دانشگاه از فیزیولوژیست فرانسوی کلود برنارد گرفته شده است و در علم و فناوری، پزشکی و علوم ورزشی تخصص دارد. این دانشگاه در سال ۱۹۷۱ با ادغام  دانشکده علوم لیون و دانشکده پزشکی تأسیس شد.